# Capnea japonica
Capnea japonica is een zeeanemonensoort uit de familie Capneidae. De anemoon komt uit het geslacht Capnea. Capnea japonica werd in 1940 voor het eerst wetenschappelijk beschreven door Carlgren. 